# Festa (canção de Ivete Sangalo)
"Festa" é uma canção interpretada pela cantora brasileira Ivete Sangalo, composta por Anderson Cunha e lançada como o primeiro single do terceiro álbum de estúdio da cantora, também intitulado Festa (2001). A canção fala sobre uma grande celebração entre pessoas de toda fé, raça ou qualquer diferença social.
"Festa" foi um sucesso absoluto, alcançando o topo das paradas de sucesso, se tornando um dos maiores hits de toda a carreira da cantora. A canção também foi um dos temas do pentacampeonato do Brasil em 2002. Um videoclipe, contando com inúmeros famosos, foi feito e lançado em 2001, se tornando um sucesso. "Festa" foi cantada em todas suas turnês e DVDs.

## Antecedentes e lançamento
Após alcançar sucesso mediano com seu segundo trabalho de estúdio, Beat Beleza (2000), que apesar de ter extraído o hit "A Lua Q Eu Te Dei", indicada ao Grammy Latino e eleita a 10ª música mais executada nas rádios não foi bem aceito pelos críticos, Sangalo entrou no estúdio em meados de 2001, para gravar seu terceiro álbum de estúdio. Em agosto do mesmo ano, em meio a gravação do álbum, Maria Ivete, mãe da cantora, faleceu, mas mesmo assim, Sangalo concluiu o projeto em setembro. No mesmo ano, Sangalo lançou o dueto com Brian McKnight, "Back at One", alcançando o Top 10 nas paradas de sucesso. "Festa" foi lançada em novembro de 2001, como o primeiro single oficial do álbum.

## Composição e letra
"Festa" foi composta por Anderson Cunha, enquanto que sua produção ficou a cargo de Alexandre Lins. De acordo com a própria Sangalo, "Festa" é "uma música impregnada de percussão e sopro, características da música baiana, mas num todo ela é uma espécie de funk." A canção fala sobre uma festa que irá acontecer no gueto, com o intuito de misturar o mundo inteiro, o que é evidenciado nas partes, "Tem gente de toda cor, tem raça de toda fé, guitarras de rock n' roll, batuque de candomblé." No refrão, Sangalo canta, "Que vai rolar a Festa, vai rolar, O povo do Gueto mandou avisar."
Uma polêmica com a letra da canção aconteceu quando Sangalo foi supostamente vetada de cantar a canção em programas da Rede Record, devido ao fato de que a emissora, ligada a Igreja Universal do Reino de Deus, alegou que Sangalo cita o candomblé, manifestação religiosa da cultura africana, na música "Festa", faixa-título do terceiro álbum de estúdio da cantora. As participações de Sangalo no É Show e no Programa Raul Gil foram canceladas, segundo a produtora de Sangalo. Mas segundo representantes da emissora, a afirmação foi apenas um boato.

## Recepção
"Festa" apareceu pela primeira vez nas paradas de sucesso do Brasil no dia 17 de novembro de 2001. No dia 19 de janeiro de 2002, a canção alcançou o topo do Hot 100 Brasil, se tornando o terceiro número um da carreira da cantora. A canção ficou no topo por quatro semanas consecutivas (entre a semana de 19 de janeiro até a semana 2 de fevereiro), e dentro do Top 10 por 13 semanas. No fim de 2002, "Festa" se tornou a segunda música mais tocada nas rádios brasileiras, perdendo apenas para "Love Never Fails" de Sandy & Júnior. "Festa" também foi eleita a "Música do Carnaval de 2002", juntamente com "Diga Que Valeu" da banda Chiclete com Banana, pelo Troféu Dodô e Osmar, sendo a única que vez que houve um empate técnico entre duas canções. Em 2009, a canção recebeu certificado de platina pela Pro-Música Brasil (PMB), por vendas superiores a 500 mil cópias.
"Festa" também fez parte da trilha sonora que embalou a Seleção Brasileira de Futebol rumo ao final da Copa do Mundo de 2002. Após a histórica partida contra a Seleção Alemã de Futebol, no domingo, Sangalo recebeu a seleção no aeroporto acompanhada de um trio elétrico, brindando a equipe com a música. O técnico da seleção brasileira, Felipão, também usou "Festa" para motivar os atletas antes dos jogos. Junto com a canção "Deixa a Vida Me Levar" de Zeca Pagodinho, "Festa" se tornou tema que embalou o penta.

## Videoclipe
O videoclipe da canção foi dirigido por André Horta e Marcelo Galvão, e apresenta Sangalo numa grande festa em um casarão da Gávea, de madrugada, para não chamar muita atenção. Vários atores participam do videoclipe, dentre eles, Vera Fischer, Murilo Rosa, Preta Gil, Carolina Dieckmann, Dado Dolabella, Bruno Gagliasso, Marcelo Serrado, Rodrigo Santoro, Sérgio Marone, Marcelo Faria, Maria Paula Fidalgo, entre outros. Além de ter muitos famosos curtindo uma festa, o clipe é baseado na visão de um besouro, que passa por várias situações, viaja pela sala, bebe e até dá uma de DJ.
O videoclipe da canção foi lançado no Fantástico, no dia 10 de novembro, e segundo a cantora, "Foi também uma maneira de atrair a atenção do público. Além, das pessoas curtirem a música, curtirem Sangalo junto com as pessoas conhecidas e amigos em comum".

## Outras versões
"Festa" foi incluída na maioria dos álbuns ao vivo lançados por Sangalo, além de coletâneas de axé e da própria cantora. A canção fez sua primeira aparição no álbum Axé Bahia 2003, lançado no final de 2002, que também contava com os sucessos anteriores de seu catálogo, "Pererê" e "Canibal". Em seguida, "Festa" também entrou na compilação Axé Bahia Gold, seguido da compilação Brazilian Nights, lançado em 2003, contando mais uma vez com "Pererê". Sangalo incluiu a canção em seu primeiro álbum ao vivo, MTV ao Vivo, de 2004, gravado no estádio da Fonte Nova, em Salvador. No mesmo ano, a canção entrou na compilação Pure Brazil: Caipirinha, que contava com sucessos da bossa nova e algumas canções de axé.
Entre 2005 e 2006, a canção ainda fazia marco, entrando em quatro compilações, 98 FM: 25 Anos de Sucesso, Axé Rio (ambas de 2005), Dance Seleção (que ainda contava com mais dois hits do catálogo da cantora, "Abalou" e "Sorte Grande") e "Samba Goal" (ambas de 2006). Ainda em 2006, Sangalo lançou uma versão da canção em espanhol, intitulada "Fiesta", presente na coletânea Ivete Sangalo (2006). Em 2007, a canção fez mais uma vez parte do repertório da cantora, dessa vez para o álbum Multishow ao Vivo: Ivete no Maracanã (2007), mas a canção apenas entrou no DVD do show. Sangalo fez uma versão mais dance de "Festa" para o seu terceiro álbum ao vivo, Multishow ao Vivo: Ivete Sangalo no Madison Square Garden (2010), num medley com outro grande sucesso da cantora, "Sorte Grande". Além disso, "Festa" também entrou nas compilações, A Arte de Ivete Sangalo (2005), Novo Millennium (2006) e Perfil (2008). No trabalho ao vivo em comemoração as seus 20 anos de carreira de Sangalo,  Multishow Ao Vivo: Ivete Sangalo 20 anos (2013), gravado ao vivo em salvador, a canção aparece em um medley com outros grandes sucessos de seu catálogo, "Aceleraê" e "Sorte Grande".

## Prêmios e indicações
| Ano  | Prêmio          | Indicação     | Resultado |
| ---- | --------------- | ------------- | --------- |
| 2002 | Melhores do Ano | Música do Ano | Venceu    |

## Certificações
| Região — Associação        | Certificação | Vendas  | Tipo                    |
| -------------------------- | ------------ | ------- | ----------------------- |
| Brasil (Pro-Música Brasil) | Diamante     | 500.000 | Certificado por vendas  |
| Brasil (Pro-Música Brasil) | Ouro         | 40.000  | Certificado por streams |